# Thomas Dewing

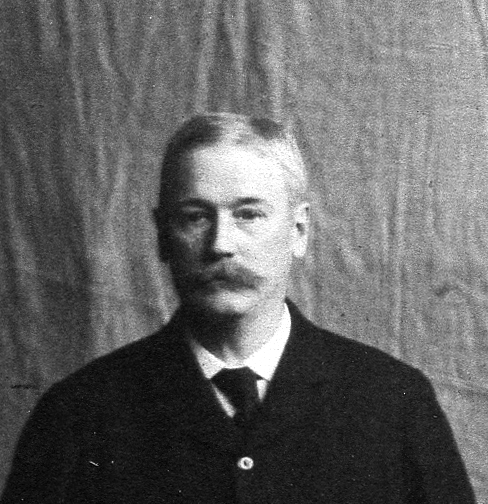
Thomas Dewing, 1897

Thomas Wilmer Dewing (Newton Lower Falls, Massachusetts, 4 mei 1851 – New York, 5 november 1938) was een Amerikaans kunstschilder. Hij wordt gerekend tot de stroming van het tonalisme.

## Leven en werk

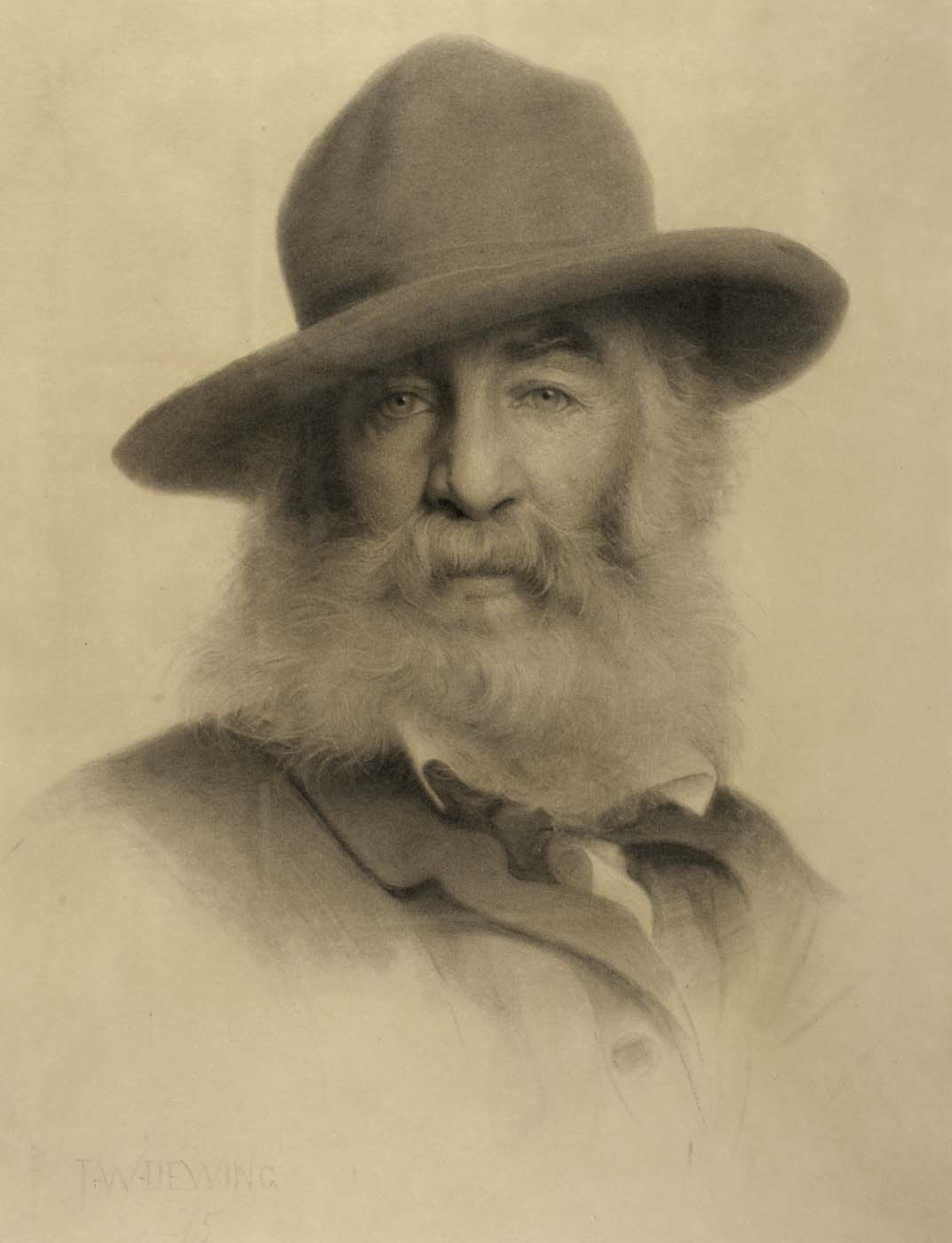
Portret Walt Whitman, 1875

Dewings vader runde een papierfabriek. Hij kreeg een opleiding tot lithograaf en volgde daarnaast tekenlessen. In 1875 maakte hij een veelgeprezen portret van Walt Whitman. In 1876 ging hij studeren aan de Académie Julian in Parijs. Anders dan veel Amerikaanse studiegenoten uit zijn tijd liet hij de impressionisten echter links liggen.
Na zijn terugkeer naar Amerika, in 1880, opende Dewing een atelier in New York. Hij huwde Mary Oakey, die eveneens een vooraanstaand kunstschilderes zou worden. Een New Yorkse expositie van James McNeill Whistler in 1881 zou een bepalende invloed hebben op zijn definitieve schilderstijl. Veel succes had hij met The Days uit 1887 ('Clarke Prize'), waaraan ook zijn vrouw meeschilderde. In 1894 maakte hij met zijn vrouw een uitgebreide Europareis, waarbij hij zijn werk ook met veel succes tentoonstelde in Londen en Parijs.

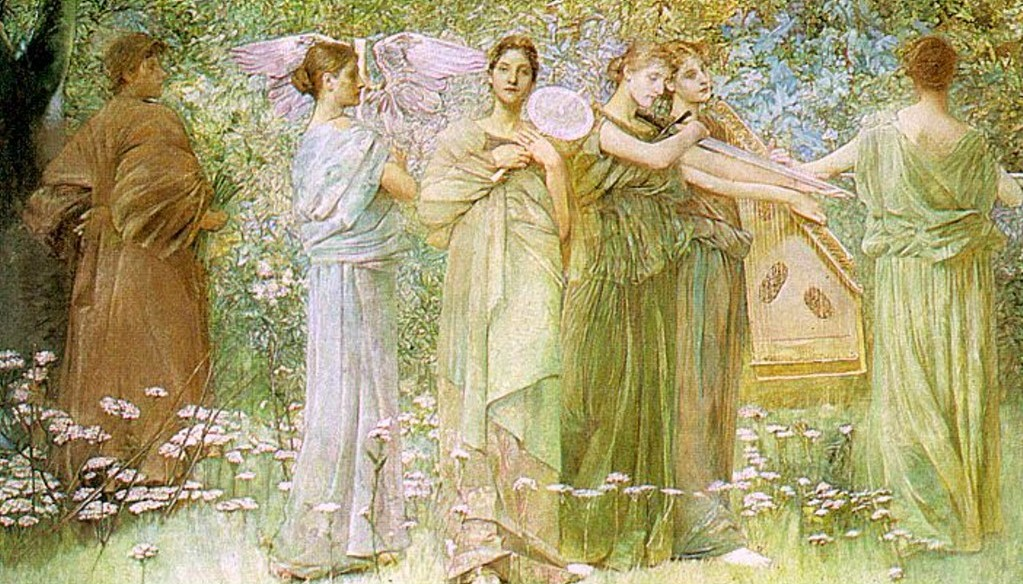
The Days, 1887

Dewing wordt gezien als een schoolvoorbeeld van het tonalisme, een variant van het impressionisme met een sterke nadruk op atmosfeer en met stevige wortels in het Engels estheticisme. Dewing maakte vooral naam met een hele serie werken met vrouwenfiguren in stemmige, dromerige landschappen. Vaak bespelen ze een instrument, lezen ze een boek of brief of ze praten gewoon wat met elkaar. Het bekijken van deze schilderijen voelt alsof het tafereel op afstand wordt gadegeslagen, zonder dat de toeschouwer er verder deel aan heeft, een effect dat hij bewust nastreefde. Daarnaast was Dewing succesvol als portretschilder, vaak in de stijl van Whistler.
Dewing werd in 1897 lid van de Ten American Painters, een groep van Amerikaanse impressionistische schilders. In de zomers schilderde hij vaak in de Cornish Art Colony in Cornish, New Hampshire. Aan het einde van de negentiende eeuw verkocht Dewing veel van zijn schilderijen aan de verzamelaar Charles Lang Freer en de bekende architect Stanford White, die als een soort van beschermheer van Dewing optrad. Toen White in 1906 vermoord werd, na een affaire rondom actrice Evelyn Nesbit, wierp dit Dewing financieel behoorlijk terug en bleef hij gedwongen in hoog tempo nieuwe werken te produceren, hetgeen de kwaliteit niet altijd ten goede kwam.
Nog tot in de jaren dertig bleef Dewing schilderen in zijn tonalistische stijl. Door de opkomst van het modernisme werd zijn werk op een gegeven moment echter als gedateerd beschouwd. Hij stierf enigszins vergeten in 1938, op 87-jarige leeftijd, na een lang ziekbed. In recente jaren verheugt zijn werk zich echter weer in een sterk toegenomen belangstelling, mede onder invloed van een lijvige studie die kunsthistorica Susan Hobbs over zijn werk publiceerde, in 1996. Werk van Dewing is momenteel te zien in tal van belangrijke Amerikaanse musea, waaronder het Brooklyn Museum in New York, het Detroit Institute of Arts en het Smithsonian American Art Museum te Washington D.C.. Op veilingen brengen zijn met name vroege werken tegenwoordig recordprijzen op.

## Galerij

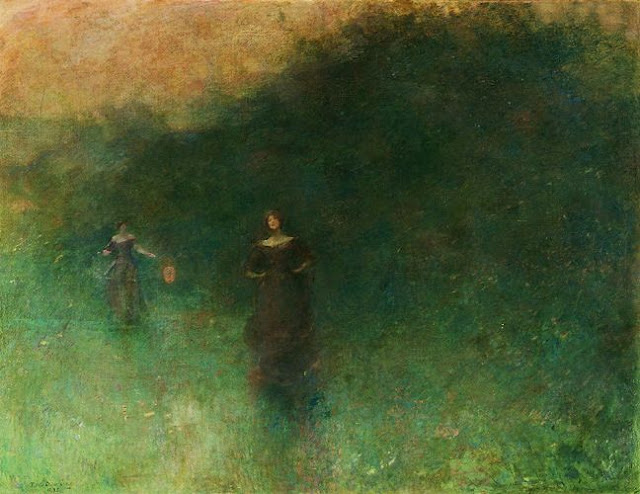
Before Sunrise, 1895
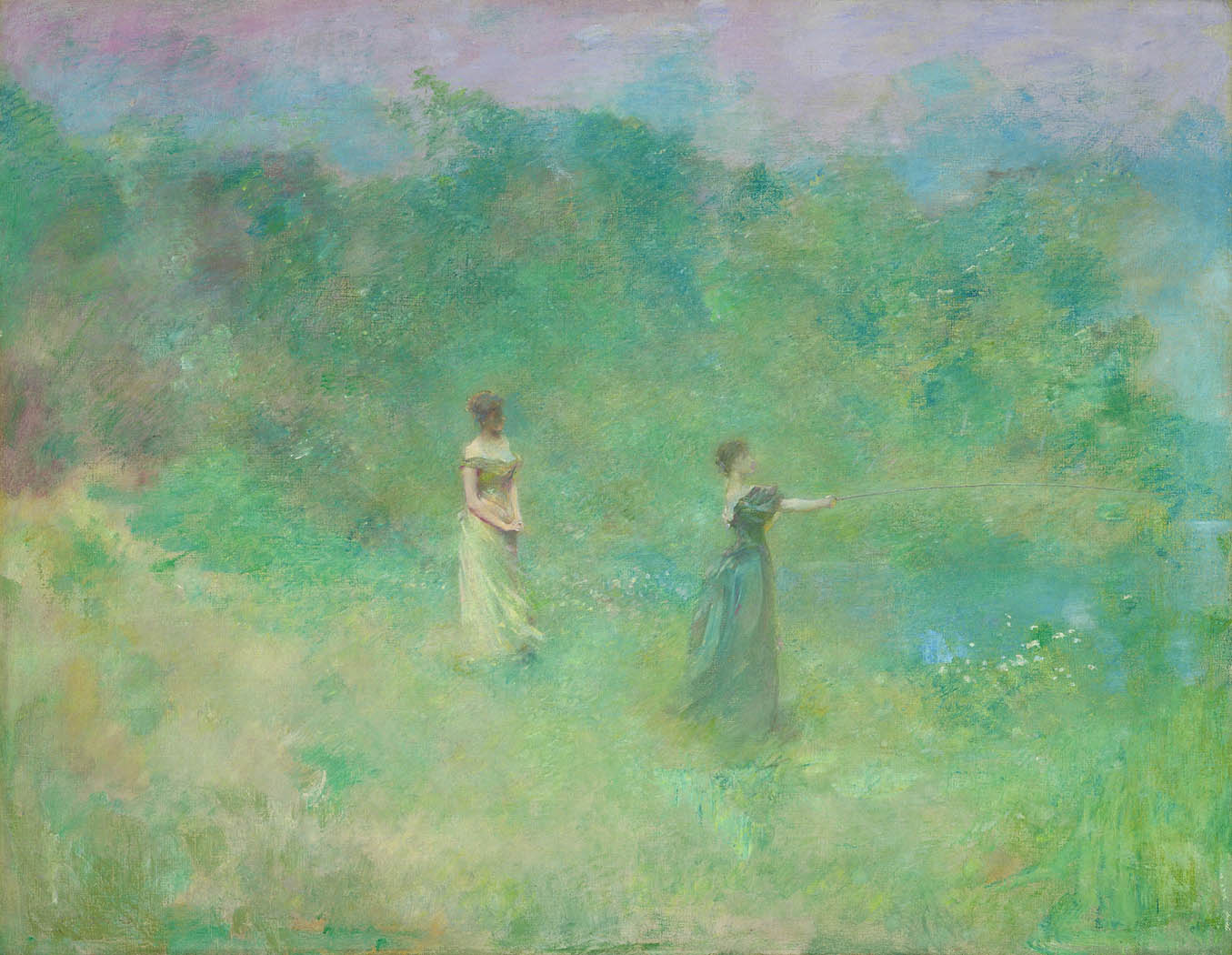
Summer, 1890
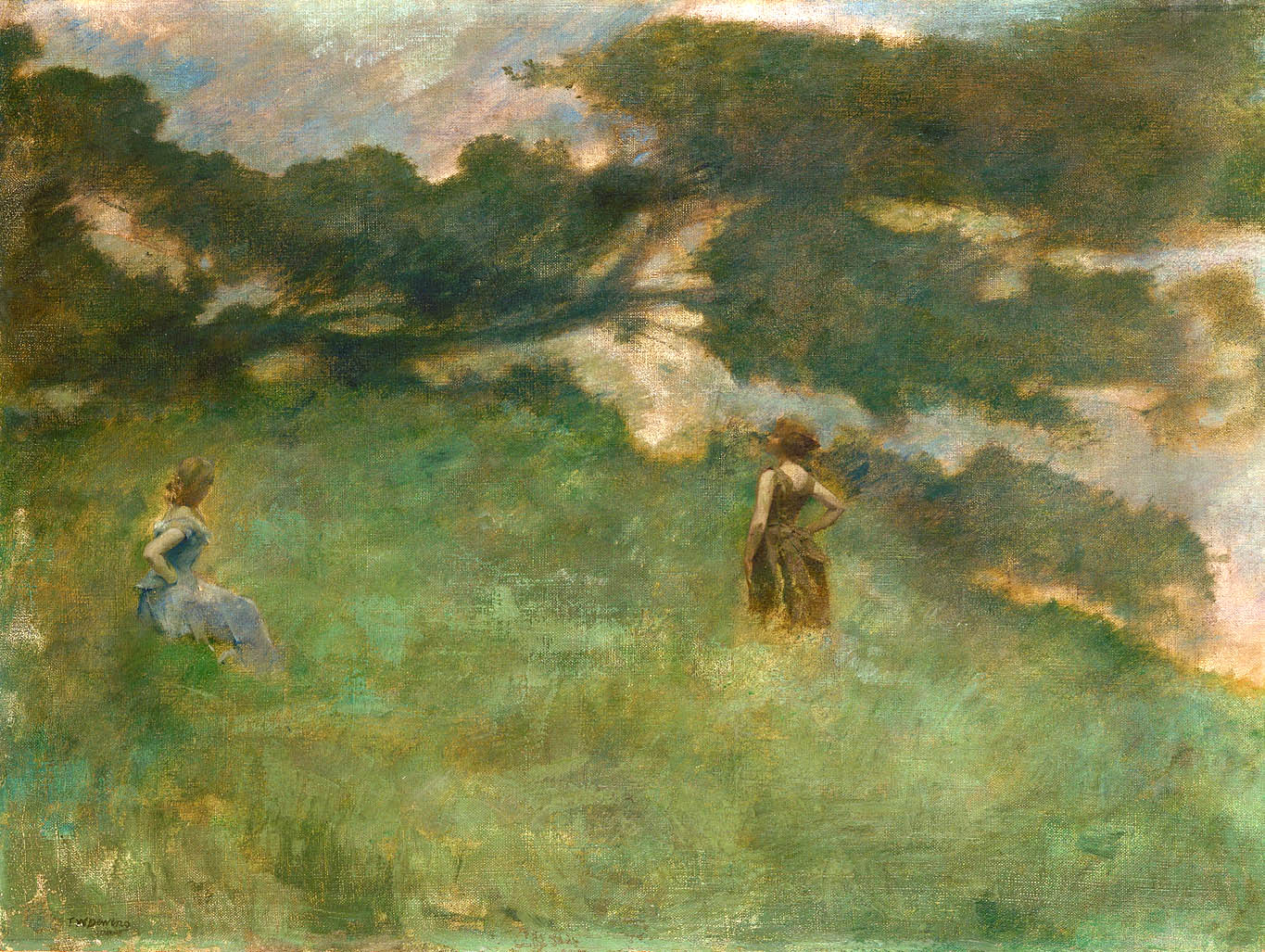
The Hermit Thrush, 1890
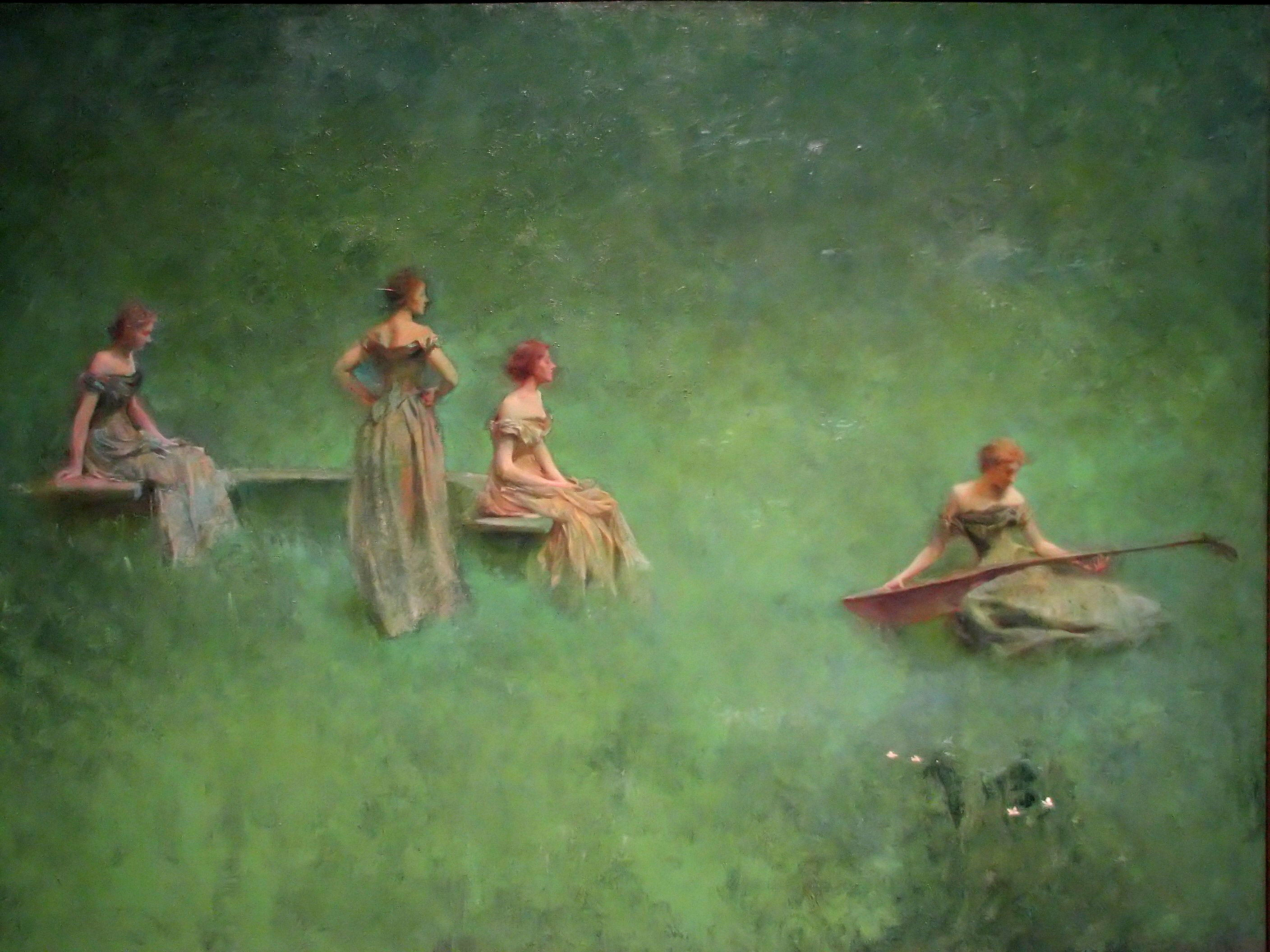
The Lute, ca. 1895
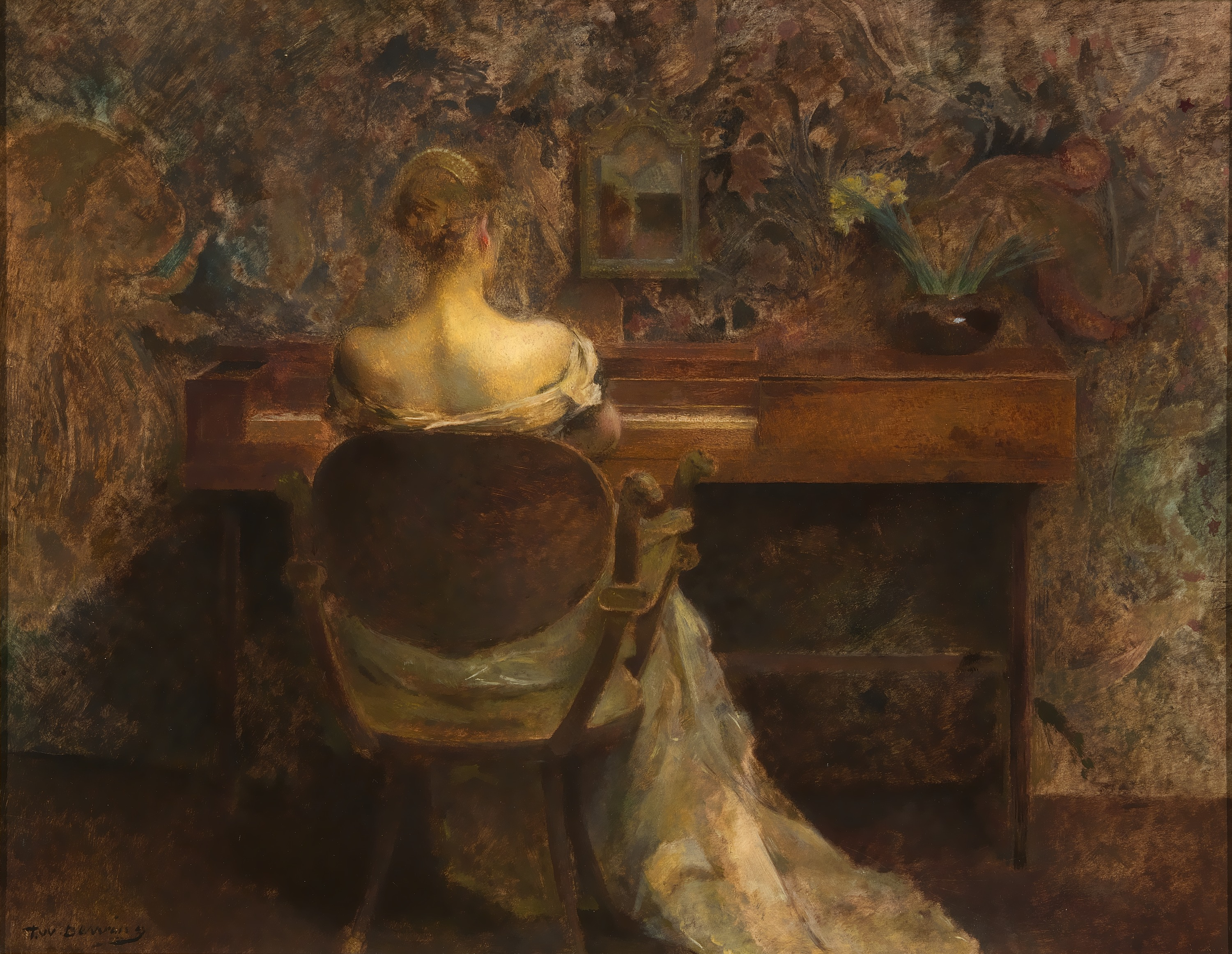
The Spinet, 1902
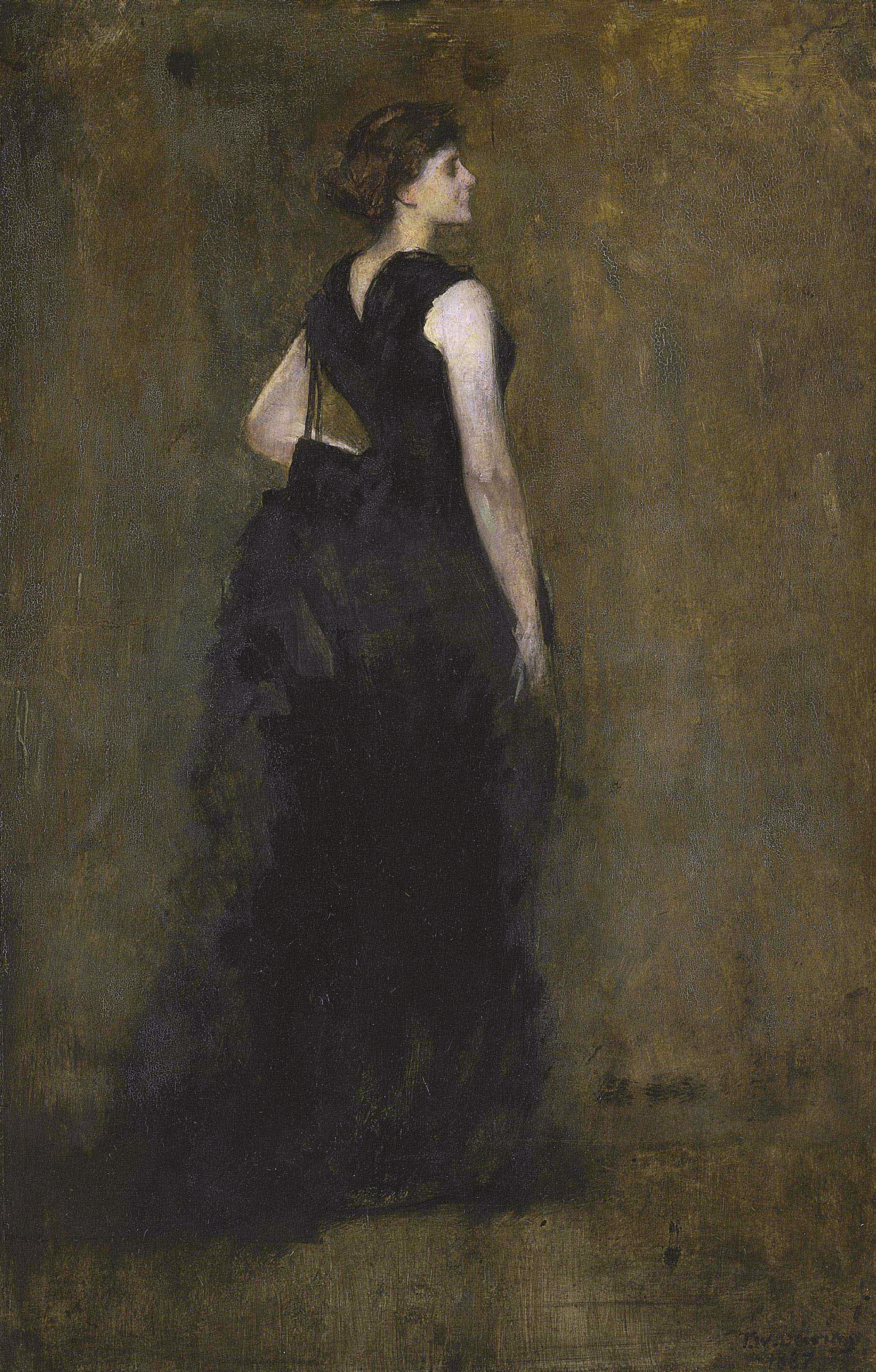
Maria Oakey Dewing, 1887
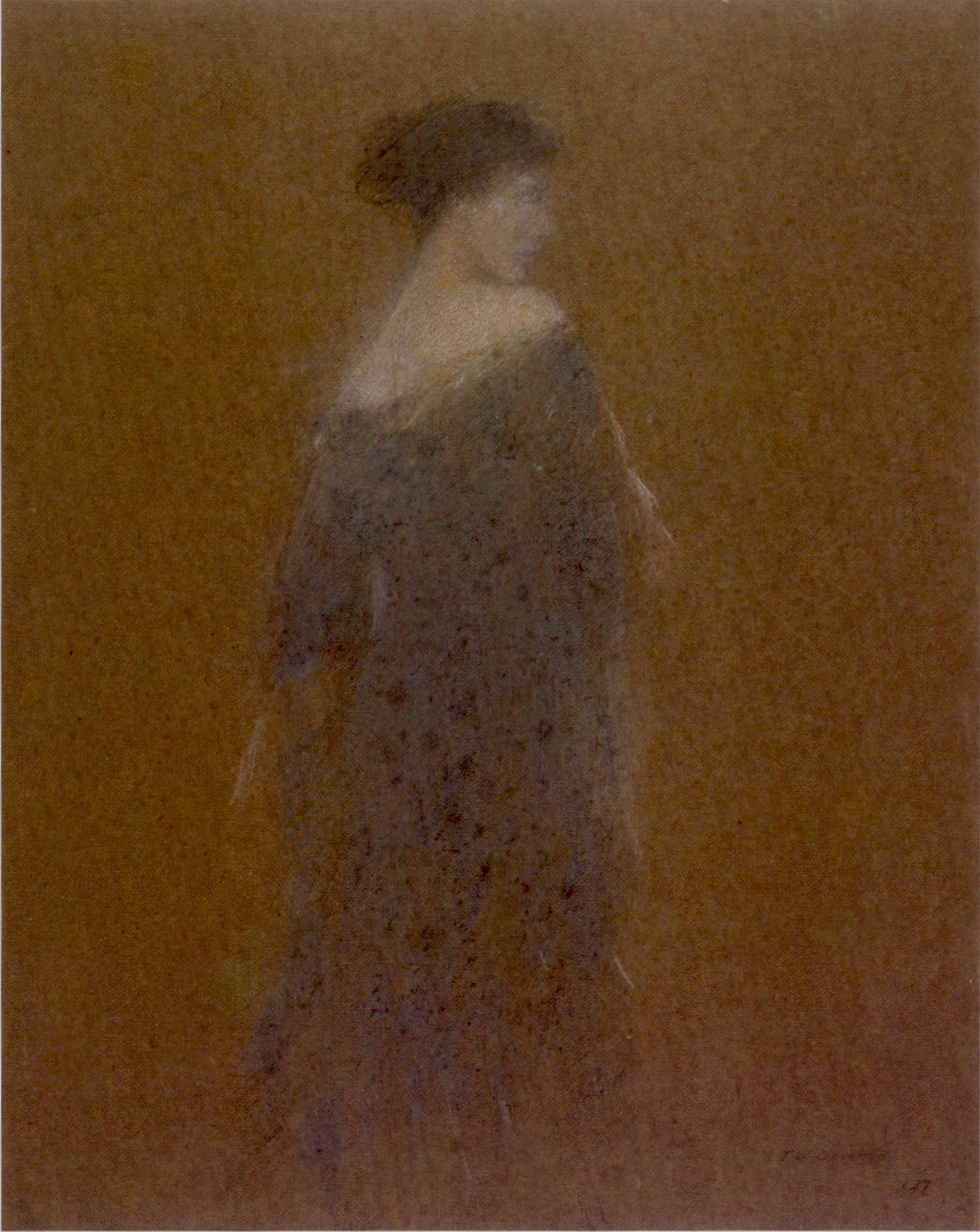
Zonder titel, ca. 1890
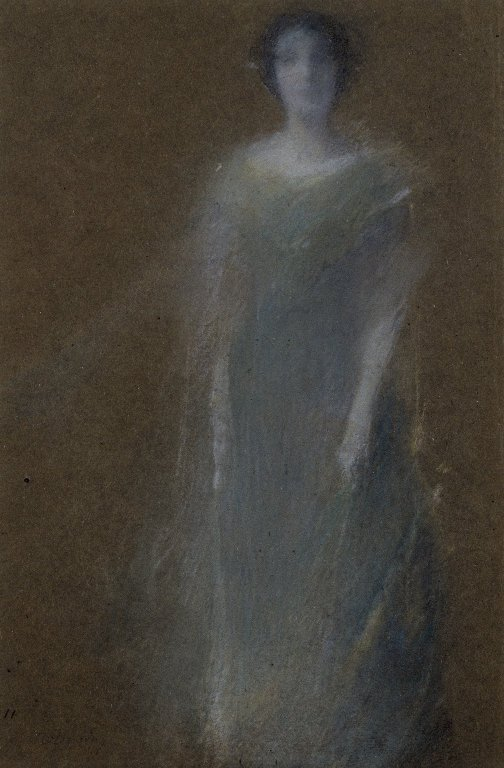
Unknown Woman, ca. 1890
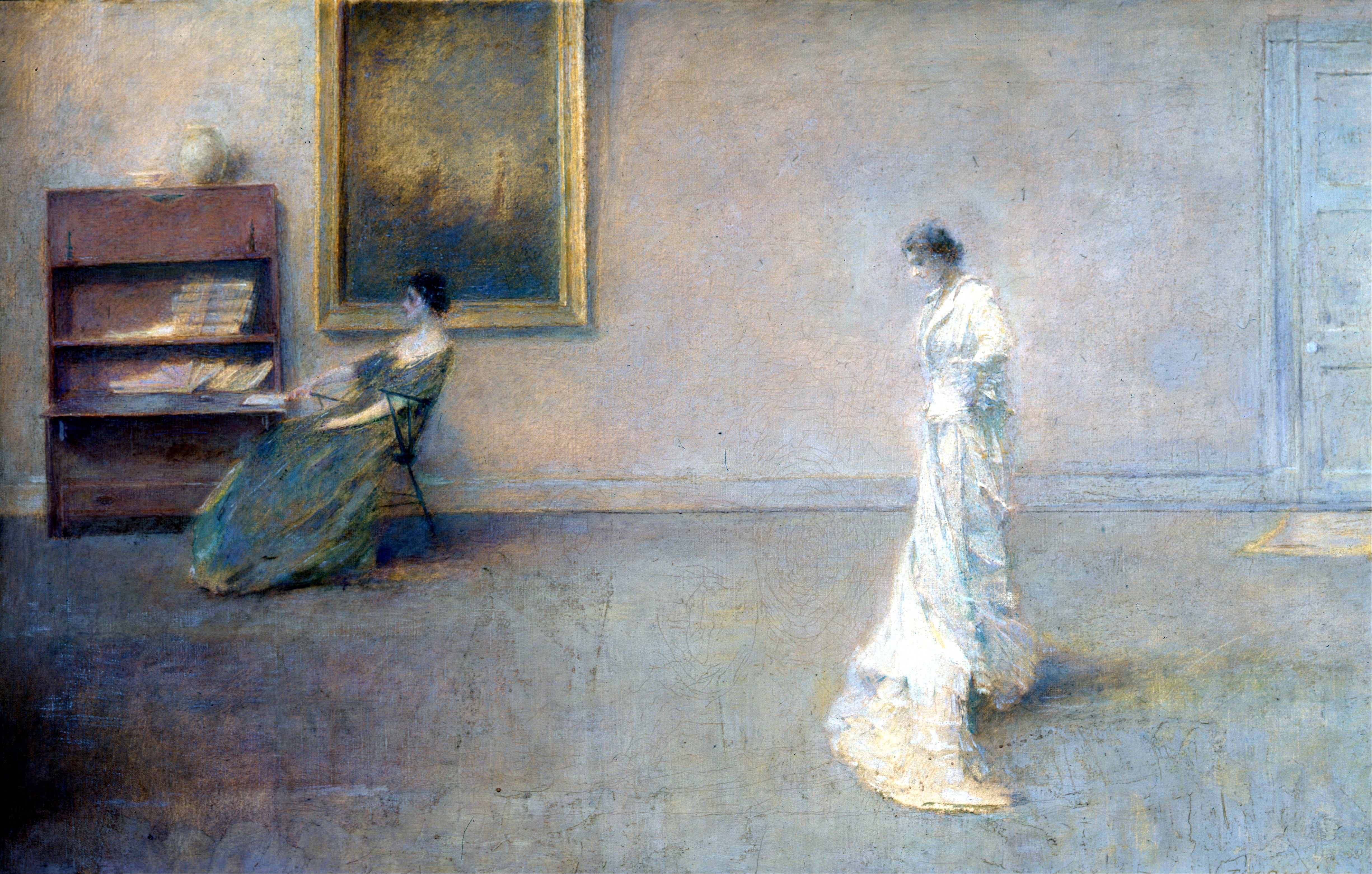
The White Dress, 1901
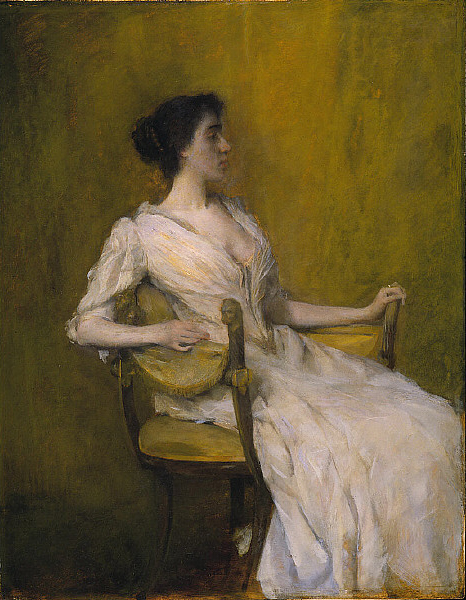
Lady in White, 1902
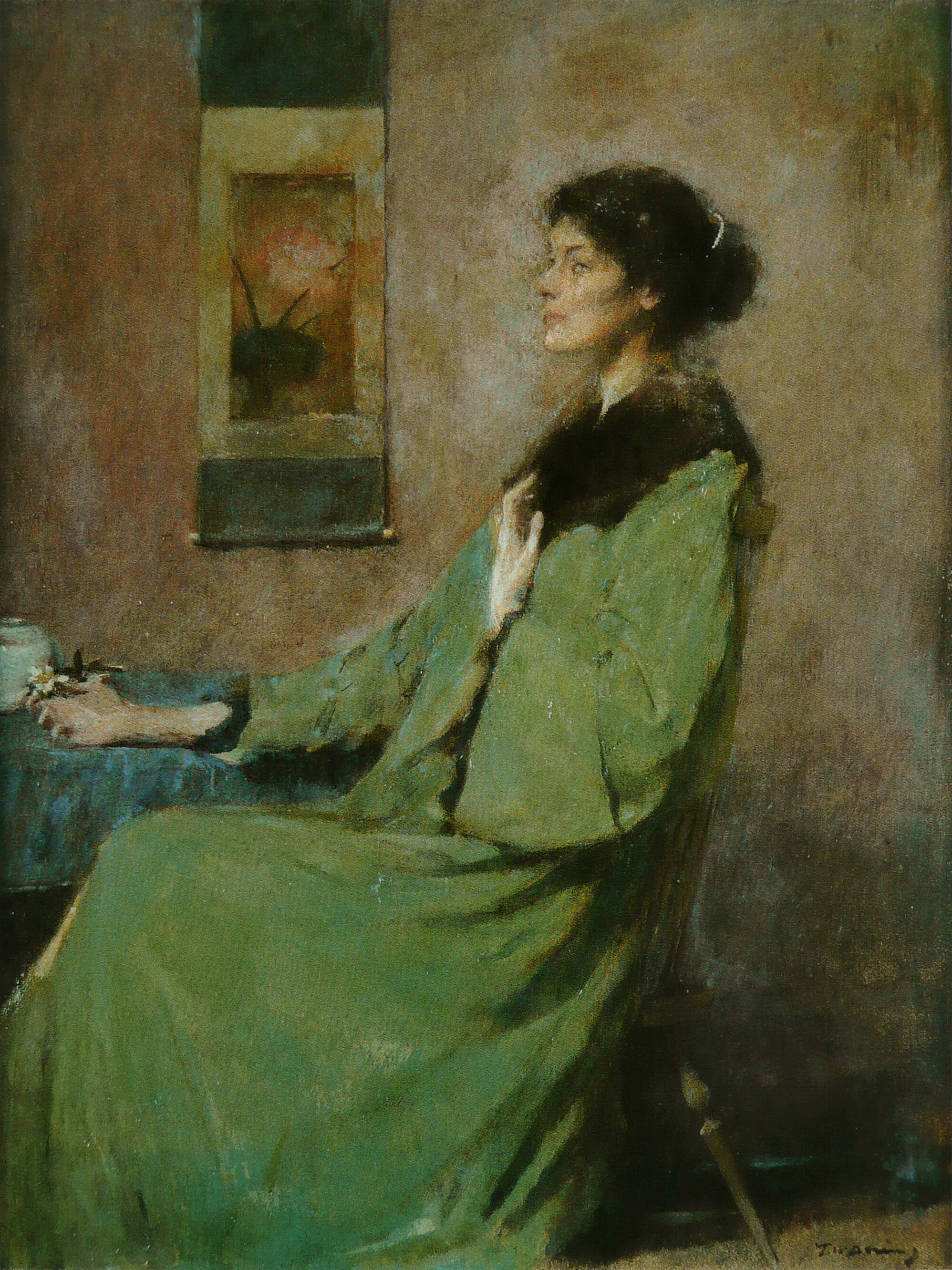
Portrait of a Woman, 1912